# Lijst van deelnemers aan de Biënnale van Venetië
Dit is een lijst van deelnemers aan de Biënnale van Venetië gerangschikt op alfabet. 
De Biënnale van Venetië is een toonaangevende internationale kunstmanifestatie die sinds 1895 tweejaarlijks (in de zomermaanden van juni tot november) in Venetië wordt gehouden. De Biennale di Venezia kent ook secties voor architectuur, theater, dans en muziek. Het jaarlijkse Filmfestival Venetië (Mostra Internazionale d'Arte Cinematografica), gehouden sinds 1932, is organisatorisch een onderdeel van dit 'instituut'.
| - Marina Abramovic - Said Atabekov - Hans Aeschbacher - Doug Aitken - Andreu Alfaro - David Altmejd - Francis Alÿs - Horst Antes - Karel Appel - Alexander Archipenko - Kenneth Armitage - Jean Arp - Art & Language - Frank Auerbach - Joannis Avramidis - Alice Aycock - Silvia Bächli - Francis Bacon - Mirosław Bałka - Roberto Barni - Leonard Baskin - Nestor Basterretxea - Jean Bazaine - Jean Bechameil - Zadok Ben-David - Bernd en Hilla Becher - Gerrit Benner - Wander Bertoni - Joseph Beuys - Guillaume Bijl - Maria Biljan-Bilger - Jean-Marie Biewer - Louise Bourgeois - Mike Bourscheid - Gast Bouschet - Victor Brecheret - Bård Breivik - Chris Burden - Daniel Buren - Alberto Burri - Reg Butler - Sophie Calle - Marcel Caron - Ted Carrasco - Enrico Castellani - Jorge Castillo - Lynn Chadwick - Emil Cimiotti - Robert Colescott - Wessel Couzijn - Stephen Cox - Tony Cragg - Richard Deacon - Simone Decker - Raoul De Keyser - Thanasis Deligiannis - Wim Delvoye - Roel D'Haese - Jim Dine - Rein Draijer - Doris Drescher - Stanisław Dróżdż - Marlene Dumas - Johan Dijkstra - Dušan Džamonja - Rena Effendi - Olafur Eliasson - Elmgreen & Dragset - Kosso Eloul - Ticio Escobar - Max Ernst - Sorel Etrog - Pericle Fazzini - Marie-Paule Feiereisen - Dov Feigin - Martine Feipel - Barry Flanagan - Lucio Fontana - Péter Forgács - Silvio Formichetti - Fortuyn/O'Brien - Helen Frankenthaler - Lucian Freud - Amadeo Gabino - Isa Genzken - Jef Geys - Alberto Giacometti - Tina Gillen - Bruno Gironcoli - Robert Gober - Marco Godinho - Antony Gormley - Friedrich Gräsel - Emilio Greco - Michael Gross - Otto Herbert Hajek - Hans Hartung - Karl Hartung - Sanneke van Hassel - Bernhard Heiliger - Jeppe Hein - Richard Heß - Nadine Hilbert - Ernst van den Hoeven - Rudolf Hoflehner - Jenny Holzer - Howard Hodgkin - Nan Hoover - Shirazeh Houshiary - Alfred Hrdlicka - Huang Yong Ping - Hermann Hubacher - Friedensreich Hundertwasser - René Iché - Jean-Robert Ipoustéguy - Robert Jacobsen - Jasper Johns - Arne Jones - Donald Judd - Ilja Kabakov - Menashe Kadishman - Dani Karavan - Niek Kemps - Per Kirkeby - Fritz Koenig - Frans Krajcberg - Norbert Kricke - Paul Kuipers - Surasi Kusolwong - Joseph Kutter - Yannis Kyriakides - Olavi Lanu - Berto Lardera - Henri Laurens - Bertrand Lavier - Julio Le Parc - Thomas Lenk - Michael Lin - Jacques Lipchitz - Patricia Lippert - Peter van de Locht - Catherine Lorent - Rafael Lozano-Hemmer - Reinier Lucassen - Ken Lum | - Heinz Mack - Tala Madani - Marcel Maeyer - Luigi Mainolfi - Andrea Mancini - Filip Markiewicz - Gerhard Marcks - Étienne Martin - Marcello Mascherini - Umberto Mastroianni - Matschinsky-Denninghoff - Eliseo Mattiacci - Bernard Meadows - Cildo Meireles - Jill Mercedes - Mario Merz - Aernout Mik - Luciano Minguzzi - Tracey Moffatt - Sante Monachesi - Henry Moore - Maureen Mooren - Marcello Morandini - Mariko Mori - Hidetoshi Nagasawa - Jaap Nanninga - Francisco Narváez - Bruce Nauman - Edgar Negret - Max Neuhaus - Bertrand Ney - Moritz Ney - Ben Nicholson - Constant Nieuwenhuijs - Isamu Noguchi - Kenneth Noland - Richard Nonas - Tomie Ohtake - Dennis Oppenheim - Jorge Oteiza - Alejandro Otero - Robin Page - Nam June Paik - Eduardo Paolozzi - Blinky Palermo - Beverly Pepper - Pearl Perlmuter - Constant Permeke - Antoine Pevsner - Walter Pichler - Pierluca - Anne en Patrick Poirier - Sigmar Polke - Arnaldo Pomodoro - Antoine Poncet - Karl Prantl - Laure Prouvost - Antoine Prum - Arnulf Rainer - Eduardo Ramírez Villamizar - Roger Raveel - Tobias Rehberger - Willem Reijers - Germaine Richier - Gerhard Richter - Bridget Riley - Klaus Rinke - Joke Robaard - Carlos Rojas Gonzaléz - Willem de Rooij - Maria Roosen - Nancy Rubins - Gerardo Rueda - David Salle - Chéri Samba - Nicolas Schöffer - Rob Scholte - Emil Schumacher - Buky Schwartz - Pinuccio Sciola - Johannes Schwartz - Gustav Seitz - Pablo Serrano Aguilar - Chiharu Shiota - Ann-Sofi Sidén - Roman Signer - Klaus Simon - Alexander van Slobbe - John van 't Slot - Valeska Soares - Susana Solano - Francesco Somaini - Giuseppe Spagnulo - Mauro Staccioli - Simon Starling - Henryk Stażewski - Józef Szajna - Alina Szapocznikow - Rolf Szymanski - Pascale Marthine Tayou - Bert Theis - Auguste Trémont - Rosemarie Trockel - Su-Mei Tse - William G. Tucker - Tunga - William Turnbull - Cy Twombly - Günther Uecker - Jan Vaerten - Adriana Varejão - Bernar Venet - Herman Verkerk - Henk Visch - Barbara Visser - Carel Visser - Wolf Vostell - Harald Vlugt - Hermann Walenta - Marijke van Warmerdam - Judy Watson - Franz West - Han Wezelaar - Richard Wilson - Hans Wimmer - Luc Wolff - Fritz Wotruba - Zhang Huan - Zhang Xiaogang - August Zamoyski - Dimitri Zjilinski |